# Águila doble de Saint-Gaudens
El águila doble de Saint-Gaudens (en inglés: Saint-Gaudens double eagle) es una moneda de oro de veinte dólares, o águila doble, producida por la Casa de Moneda de los Estados Unidos, de 1907 a 1933. La moneda lleva el nombre de su diseñador, el escultor Augustus Saint-Gaudens, quien diseñó el anverso y el reverso.
En 1904, el presidente Theodore Roosevelt buscó embellecer la moneda estadounidense y propuso a Saint-Gaudens como el artista capaz de la tarea. Aunque el escultor tuvo malas experiencias con la Casa de la Moneda y su grabador principal, Charles E. Barber, Saint-Gaudens aceptó la petición de Roosevelt. La obra estuvo sujeta a considerables retrasos, debido al deterioro de la salud de Saint-Gaudens y a las dificultades debido al alto relieve de su diseño. Saint-Gaudens murió en 1907, después de diseñar el águila y la doble águila, pero antes de que los diseños estuvieran finalizados para la producción.
Después de que varias versiones del diseño de la doble águila resultaran demasiado difíciles de acuñar, Barber modificó el diseño de Saint-Gaudens y redujo el relieve para que la moneda pudiera acuñarse con un solo golpe. Cuando finalmente se lanzaron las monedas, resultaron polémicas ya que carecían de las palabras «In God we trust», y el Congreso intervino para exigir el uso del lema. La moneda se acuñó, principalmente para su uso en el comercio internacional, hasta 1933. El águila doble de 1933 se encuentra entre las monedas estadounidenses más valiosas, y el único ejemplar que se sabe actualmente está en manos privadas y se vendió en 2021 por 18,9 millones de dólares estadounidenses (comprador anónimo en una subasta organizada por Sotheby's).

## Marcas de ceca y rareza

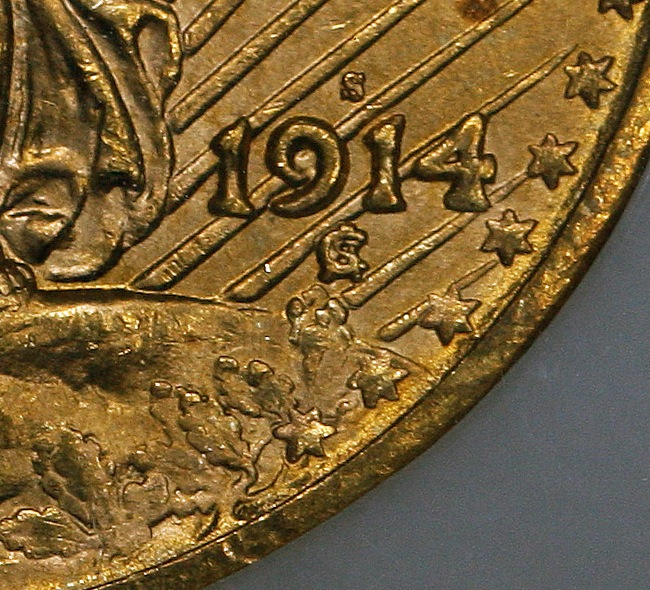
Detalle del águila doble de 1914-S que muestra la marca de ceca sobre la fecha, el monograma de Saint-Gaudens debajo y las dos estrellas añadidas al diseño en 1912.

La marca de ceca aparece encima de la fecha entre el segundo y tercer número.
- En blanco (Casa de Moneda de Filadelfia)
- D (Casa de Moneda de Denver)
- S (Casa de Moneda de San Francisco)

| Año                     | Marca de ceca | Circulación |
| ----------------------- | ------------- | ----------- |
| 1907 relieve ultra alto |               |             |
| 1907 altorrelieve       |               | 12 367      |
| 1907 bajorrelieve       |               | 361 667     |
| 1908 Sin lema           |               | 4 271 551   |
| 1908 Sin lema           | D             | 663 750     |
| 1908 Con lema           |               | 156 258     |
| 1908 Con lema           | D             | 349 500     |
| 1908 Con lema           | S             | 22 000      |
| 1909 (incluye 1909/8)   |               | 161 282     |
| 1909                    | D             | 52 500      |
| 1909                    | S             | 2 774 925   |
| 1910                    |               | 482 000     |
| 1910                    | D             | 429 000     |
| 1910                    | S             | 2 128 150   |
| 1911                    |               | 197 250     |
| 1911                    | D             | 846 500     |
| 1911                    | S             | 775 750     |
| 1912                    |               | 149 750     |
| 1913                    |               | 168 780     |
| 1913                    | D             | 393 500     |
| 1913                    | S             | 34 000      |
| 1914                    |               | 95 250      |
| 1914                    | D             | 453 000     |
| 1914                    | S             | 1 498 000   |
| 1915                    |               | 152 000     |
| 1915                    | S             | 567 500     |
| 1916                    | S             | 796 000     |
| 1920                    |               | 228 250     |
| 1920                    | S             | 558 000     |
| 1921                    |               | 528 500     |
| 1922                    |               | 1 375 500   |
| 1922                    | S             | 2 658 000   |
| 1923                    |               | 566 000     |
| 1923                    | D             | 1 702 250   |
| 1924                    |               | 4 323 500   |
| 1924                    | D             | 3 049 500   |
| 1924                    | S             | 2 927 500   |
| 1925                    |               | 2 831 750   |
| 1925                    | D             | 2 938 500   |
| 1925                    | S             | 3 776 500   |
| 1926                    |               | 816 750     |
| 1926                    | D             | 481 000     |
| 1926                    | S             | 2 041 500   |
| 1927                    |               | 2 946 750   |
| 1927                    | D             | 180 000     |
| 1927                    | S             | 3 107 000   |
| 1928                    |               | 8 816 000   |
| 1929                    |               | 1 779 750   |
| 1930                    | S             | 74 000      |
| 1931                    |               | 2 938 250   |
| 1931                    | D             | 106 500     |
| 1932                    |               | 1 101 750   |
| 1933                    |               | 445 500     |
| 2009 relieve ultra alto | Véase Nota    | 115 178     |

Nota: El relieve ultra alto de 2009 se acuñó en la ceca de West Point, pero no tiene marca de ceca.
Las acuñaciones en muchos casos no son una real indicación de rareza relativa. Las monedas que se quedaron en las bóvedas de los bancos en los Estados Unidos se fundieron después de 1933. Millones de águilas dobles, tanto en los diseños de Liberty Head como el de Saint-Gaudens, fueron repatriadas con fines numismáticos y de inversión una vez que fue legal hacerlo. A modo de ejemplo, una vez se pensó que el águila doble de Saint-Gaudens de 1924 era rara, aunque se acuñaron 4 323 500; cuando la Casa de la Moneda ofreció una lista de monedas disponibles a su valor nominal más gastos de envío en 1932, la de 1924 no estaba en esa lista. Se encontraron grandes cantidades de águilas dobles de 1924 en las bóvedas de los bancos europeos, y actualmente el de 1924 es uno de los más comunes de la serie. Por otro lado, el 1925-S tenía 3 776 500 acuñados, pero pocos fueron emitidos o exportados, permaneciendo en las bóvedas del Tesoro y de los bancos, pero disponibles en el Tesoro por su valor nominal en 1932. Se sabe que han sobrevivido menos de mil; uno, en casi perfecto estado (grado MS-67) vendido en 2005 por $ 287 500.